# Bactrocera atypica
Bactrocera atypica är en tvåvingeart som beskrevs av White och Neal L. Evenhuis 1999. Bactrocera atypica ingår i släktet Bactrocera och familjen borrflugor. Inga underarter finns listade.